# Ryszard Parulski
Ryszard Parulski   (Varsòvia, 9 de març de 1938 - Varsòvia, 10 de gener de 2017) fou un tirador d'esgrima polonès, especialista en floret, que va competir durant la dècada de 1960.
Durant la seva carrera esportiva va prendre part en tres edicions dels Jocs Olímpics d'Estiu. El 1960, a Roma, disputà sense sort dues proves del programa d'esgrima. El 1964, a Tòquio, va guanyar la medalla de plata en la prova de floret per equips, mentre en el floret individual quedà eliminat en sèries. El 1968, als Jocs de Ciutat de Mèxic, va guanyar la medalla de bronze en la floret per equips, mentre en la del floret individual quedà eliminat en sèries.
En el seu palmarès també destaquen deu medalles al Campionat del Món d'esgrima, dues d'or, tres de plata i cinc de bronze, entre les edicions de 1961 i 1969. També guanyà quatre medalles, dues d'or i dues de bronze, a les Universíades de 1963. A nivell nacional guanyà el campionat de Polònia de floret de 1959, 1966 1968 i 1969.